# 芬園庄役場
芬園庄役場為彰化縣芬園鄉的一棟歷史建築，其為1935年所興建的芬園庄役場辦公廳舍，在二戰後作為芬園鄉公所，直到1994年移至後方的新鄉公所辦公大樓後閒置，並在2014年被列為彰化縣定古蹟。

## 介紹
庄役場為台灣日治時期地方政府的公所，芬園庄在1920年成立，隸屬於台中州彰化郡，芬園庄役場在最初使用位在芬園聚落當地的民房，在1934年由張龍池擔任芬園庄長任內時，開始計畫興進新的芬園庄役場廳舍，在1935年遷至了北側的社口，其區位亦較接近芬園庄的中心。芬園庄役場為一層樓的建築，建築平面呈「ㄇ」字型，其正面入口的山牆上以芬園庄徽為裝飾，此徽以三角形呈現了「芬」字的意象，在當時芬園庄役場的公文文書中亦印有此徽。芬園庄在二戰後改制為芬園鄉，而原本的芬園庄役場則改作為芬園鄉公所使用，直到1994年才遷出。
芬園庄役場見證了芬園地區的開發歷程，且為日治時期典型的辦公廳舍建築，亦是目前仍少數保留庄役場建築。芬園鄉公所在2013年11月將此建築提報為文化資產，經彰化縣文化資產審議委員審議後，在2014年5月29日被列為彰化縣縣定古蹟。雖然建築所有權人為鄉公所，但土地所有權人為一般民眾，其曾申請行政訴訟要求撤銷文化資產身分，但後來判決地主敗訴，於2022年3月1日開工修復。2022年11月12日，芬園鄉公所舉行地方創生活化計畫工程上樑儀式，預定2024年10月完工，完工後將有店舖進駐。
2024年9月22日，於芬園庄役場舉行地方創生活化計畫工程完工啟用暨展覽開幕典禮，同日並於該處舉辦芬園藝術家蔡素娥、蔡建國、蔡素琴3姊弟聯展。